# Luigi Bertocchi
Luigi Bertocchi, detto Jerry (Bergamo, 10 giugno 1965 – 17 novembre 2017), è stato un ostacolista italiano, campione italiano dei 110 metri ostacoli.
Fu 34 volte azzurro tra rappresentative assolute e giovanili in Italia e all'estero.

## Biografia
Talento dell'atletica italiana fin dalle categorie giovanili, specializzato negli ostacoli alti e nei salti, fu allievo di Alfio Ghisdulich e di Mario Alemanni.
Divenne campione italiano allievi nel 1981, poi nuovamente tricolore juniores indoor nel 1984 (60 ostacoli indoor) e sei volte primatista italiano per la categoria under 20, a 19 anni. Bertocchi conseguì un altro primato italiano anche per la categoria under 23. Più tardi, vincerà altri due titoli assoluti (nell'86 e nell'87) sulla distanza dei 60 ostacoli indoor, rispettivamente con il tempo di 7"89 e di 7"80.
L'8 giugno del 1991, allenato dal prof. Roberto Bedini, corse a Potenza la sua migliore prestazione personale sulla distanza dei 110 metri ostacoli in 13"69, tempo cronometrico che lo posiziona tra i "migliori venti atleti di sempre in Italia" della specialità (Petruzzella 2015).
Nel luglio 2018 il centro sportivo Saletti di Nembro - dal quale prese avvio sia la sua carriera di atleta che di tecnico del settore giovanile - è stato intitolato alla memoria di Luigi "Jerry" Bertocchi.

## Record nazionali

### Seniores
Migliore prestazione italiana assoluta
- Staffetta 4×110 m ostacoli: 56"00 Squadra Nazionale (Putignani, Re, Bertocchi, Frigerio) ( Portsmouth, 5 giugno 1993)[7]

### Promesse (under 23)
Migliore prestazione italiana
- 110 metri ostacoli: 13"79 (0,0 m/s) ( Ostia, 13 settembre 1986)[2][8]

### Juniores (under 20)
Migliori prestazioni italiane
- 110 metri ostacoli: 13"9 ( Fontainebleau, 23 maggio 1984)[9]
- 110 metri ostacoli: 14"10 (+1,0 m/s) ( Caravaggio, 27 maggio 1984)[9]
- 110 metri ostacoli: 14"09 (+0,9 m/s) ( Novara, 29 settembre 1984)[2][10][11]
- 110 metri ostacoli: 13"9m ( Alessandria d'Egitto, 14 ottobre 1984)[9]
- 110 metri ostacoli: 13"6m ( Alessandria d'Egitto, 14 ottobre 1984)[7]

## Palmarès
| Anno | Manifestazione          | Sede         | Evento   | Risultato  | Prestazione | Note   |
| ---- | ----------------------- | ------------ | -------- | ---------- | ----------- | ------ |
| 1984 | Mondiali militari       | Alessandria  | 110 m hs | Oro        | 13"6        |        |
| 1985 | Mondiali indoor         | Parigi       | 60 m hs  | Semifinale | 8"09        |        |
| 1985 | Europei indoor          | Il Pireo     | 60 m hs  | Batteria   | 7"90        | [ 12 ] |
| 1986 | Europei indoor          | Madrid       | 60 m hs  | Batteria   | 7"87        |        |
| 1986 | Mondiali militari       | Roma         | 110 m hs | Oro        | 13"79       |        |
| 1987 | Europei indoor          | Liévin       | 60 m hs  | Semifinale | 8"07        | [ 13 ] |
| 1987 | Mondiali indoor         | Indianapolis | 60 m hs  | Semifinale | 8"13        | [ 14 ] |
| 1987 | Mondiali                | Roma         | 110 m hs | Batteria   | 14"02       |        |
| 1987 | Giochi del Mediterraneo | Laodicea     | 110 m hs | 5º         | 14"26       |        |
| 1991 | Giochi del Mediterraneo | Atene        | 110 m hs | 4º         | 13"79       | [ 15 ] |
| 1993 | Giochi del Mediterraneo | Linguadoca   | 110 m hs | 5º         | 13"96       | [ 16 ] |

## Campionati nazionali
- 2 volte campione nazionale assoluto indoor dei 60 metri ostacoli (1986, 1987)

1986
- Bronzo ai campionati italiani assoluti, 110 m hs - 14"07
- Oro ai campionati italiani assoluti indoor, 60 m hs

1987
- Argento ai campionati italiani assoluti, 110 m hs - 14"18
- Oro ai campionati italiani assoluti indoor, 60 m hs

## Altre competizioni internazionali
1984
- Bronzo al Golden Gala ( Roma), 110 m hs - 14"25

1987
- 8º in Coppa Europa ( Praga), 110 m hs - 14"22[17]

1991
- 8º al Golden Gala ( Roma), 110 m hs - 14"06